# شن یوگونگ
شن یوگونگ (انگلیسی: Shen Yugong؛ زادهٔ ۲۳ ژوئن ۱۹۱۸ - درگذشته نامشخص)  بازیکن بسکتبال اهل چین بود. وی در بازی‌های المپیک تابستانی ۱۹۳۶ شرکت کرده‌است.